# 黄埔军校东征阵亡烈士纪念碑
黄埔军校东征阵亡烈士纪念碑，位于中国广东省惠州市惠州大桥南侧，为惠州市的一个市、县级文物保护单位，类型为近现代重要史迹及代表性建筑，公布时间为1996年。
黄埔军校东征阵亡烈士纪念碑的历史年代为民国。